# Liolaemus pictus

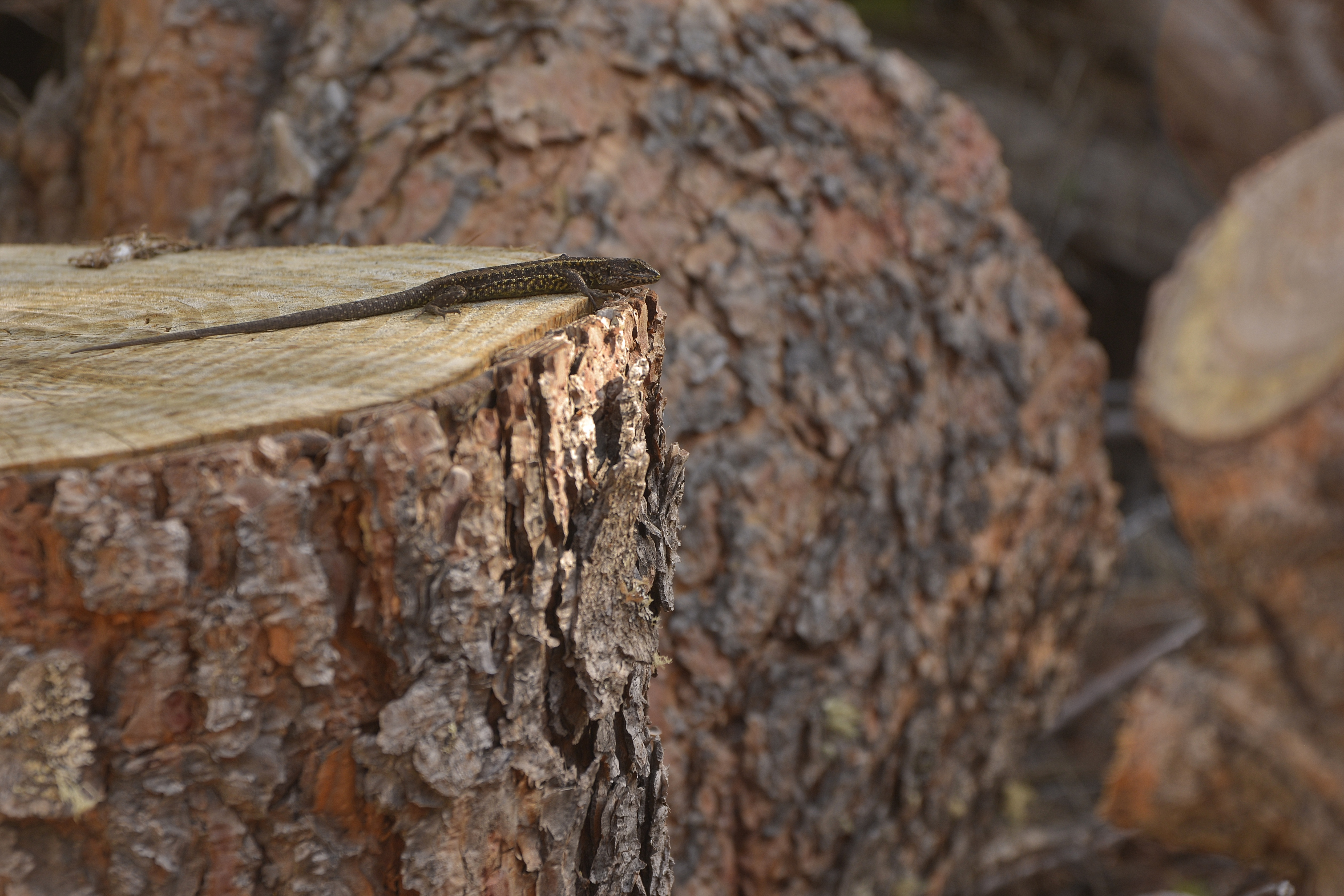
Lagartija de Bariloche (Liolaemus pictus argentinus) buscando el sol del atardecer.

La lagartija de vientre anaranjado, lagartija pintada o lagartija anaranjada (Liolaemus pictus) es un pequeño lagarto de la familia Liolaemidae, de amplia distribución en el centro de Chile y en las provincias argentinas de Neuquén, Río Negro y Chubut.

## Descripción
Viven en bosques altos de estratos abiertos o cerrados. Son Insectívoras.

## Páginas externas
- Eco Registros: Lagartija de Vientre Anaranjado (Liolaemus pictus)

- Datos: Q2448811
- Multimedia: Liolaemus pictus / Q2448811
- Especies: Liolaemus pictus